# Carl-Benz-Gymnasium Ladenburg
Das Carl-Benz-Gymnasium Ladenburg (CBG) ist ein naturwissenschaftliches und sprachliches Gymnasium in der baden-württembergischen Stadt Ladenburg, welches 1863 als höhere Bürgerschule gegründet wurde.

## Geschichte
Die dem Carl-Benz-Gymnasium vorangehenden weiterführenden Schulen reichen bis ins 19. Jahrhundert zurück. Auf Initiative des Pfarrkandidaten J. P. Bock wurde 1840 eine höhere Bürgerschule gegründet, die jedoch durch dessen Amtsantritt als Pfarrer in Edingen und durch die Wirren der 48er-Revolution keinen Bestand fand und 1850 daher wieder aufgelöst wurde.
1863 wurde dann erneut eine höhere Bürgerschule gegründet. Ab 1893 wurde sie Realschule, von 1937 bis 1945 war sie Zubringerschule für Mannheimer Gymnasien. Nach dem Krieg wurde die Schule zum Realprogymnasium. 1954 änderte sich der Name zu Carl-Benz-Progymnasium, benannt nach dem  Automobilerfinder Carl Benz, der bis zu seinem Tod in Ladenburg residierte. 1960 bekam die Schule dann ihren heutigen Namen, Carl-Benz-Gymnasium. 1970 wurde ein  Neubau fertiggestellt. 2016 wurde die Sanierung des Baus abgeschlossen. Dabei wurde auch eine farbige Fassade umgesetzt. Die Kosten beliefen sich auf mehr als zwölf Millionen Euro.

## Persönlichkeiten

### Bekannte Lehrer
- Dahlia Fischer, Klaus-von-Klitzing-Preis 2011

### Bekannte Schüler
- Nikolaus Haas (* 1964), Kinderarzt (Abitur 1983)
- Cornelia Betsch (* 1979), Gesundheitswissenschaftlerin (Abitur 1998)
- Laura Hirvi (* 1980), Ethnologin (Abitur 2000)

## Wettbewerbe
- 2015: Sieger des Spiegel-Schülerzeitungswettbewerbs mit dem Tempus[4]
- 2016: Zweiter Platz beim Deutschen Schülerzeitungspreis mit dem Tempus[5]

## Auszeichnungen
Von 2012 bis 2022 war das CBG durch den Verein „MINT Zukunft schaffen“ als „MINT-freundliche Schule“ zertifiziert.

## Partnerschulen
Mit den folgenden Schulen hat das CBG regelmäßige Schüleraustausche und andere Projekte:
- Qingdao No. 2 Middle School, Qingdao (China)
- Colegio M. Peleteiro, Santiago de Compostela (Spanien)
- Tomahawk High School, Tomahawk, Wisconsin (USA)
- Collège Le Likès, Quimper (Frankreich)